# Ъспарта
Ъспарта (на турски: Isparta) е град и административен център на вилает Ъспарта в Югозападна Турция. Населението му е 250 000 жители. Пощенският му код е 32xxx, а телефонният 246. Намира се на 1035 м н.в. на 130 км северно от Анталия.
Градът е прочут с розите си и розовото масло и изработването на красиви килими. Застъпени са още металообработване и дървообработването. Има предприятия за прежди, конци, хранителни продукти и др.